# Viscounts
För det tyska rockbandet, se The Viscounts.
The Viscounts var en brittisk vokaltrio, som bildades 1958 och hade en stor hit 1961 med låten "Who Put the Bomp (in the Bomp, Bomp, Bomp)". The Viscounts spelade in en cover-version av rockabilly-sångaren Ray Smiths hit "Rockin' Little Angel". The Viscounts version blev en hit i Australien. Deras cover av låten "Shortnin' Bread" klättrade till nummer 16 på UK Singles Chart i november 1960.
Gruppen bestod av:
Ronnie Wells (född Ronald Cresswell, 25 augusti 1939 i Farnborough, Hampshire, England – död 22 september 2013)
Gordon Mills (född Gordon William Mills 15 maj 1935 i Madras, India – död 29 juli 1986 i Los Angeles, Kalifornien, USA)
Don Paul (född Donald Paul, 2 januari 1937 i Oldham, Lancashire, England, också medlem i Pennsylvania Sixpence och The West Coast Delegation)
Efter splittringen av The Viscounts, blev Gordon Mills manager för Tom Jones och skrev också hitlåten "It's Not Unusual" tillsammans med Les Reed.